# Worshippers Come Nigh
Worshippers Come Nigh ist ein Jazzalbum von Charles Brackeen. Die am 28. November 1987 im Studio Omega Audio, Dallas entstandenen Aufnahmen erschienen 1988 als LP, im folgenden Jahr als CD auf Silkheart Records.

## Hintergrund
Als Keith Knox, Executive Producer von Silkheart Records, 1986 das Label mitgründete, war es eines seiner großen Ziele, der Musik von Charles Brackeen wieder eine weitere Verbreitung zu bringen. Durch die Bemühungen von Knox und dem in Dallas ansässigen Produzenten/Komponisten/Musiker Dennis Gonzalez, der Brackeen aufgespürt und die Aufnahmesessions überwacht hat, gelang es, 1987 für Silkheart drei Alben unter Leitung des Saxophonisten einzuspielen: Bannar (mit Dennis Gonzalez, Malachi Favors und Alvin Fielder) sowie Worshippers Come Nigh und Attainment (mit Olu Dara am Kornett, Fred Hopkins am Bass und Andrew Cyrille am Schlagzeug).
Der Albumtitel bezieht sich auf das Bibelzitat Whenever we worship God, we come nigh unto him (deutsch „Immer wenn wir Gott anbeten, kommen wir ihm nahe“).

## Titelliste
- Charles Brackeen: Worshippers Come Nigh (Silkheart SHLP 111)[1]

1. Worshippers Come Nigh 7:58
2. Bannar 8:12
3. Tiny Town 9:05
4. Ible 10:58
5. Cing Kong 10:34
6. New Stand (Take 1) 9:14

Die Kompositionen stammen von Charles Brackeen.

## Rezeption
Worshippers Come Nigh sei eine der besten Veröffentlichungen dieses Jahres, schrieb Francis Davis (Philadelphia Enquirer), mit heftigen Soli von Brackeen und Dara, unter knallharter Begleitung von Hopkins und Cyrille auf fünf verschiedenen Brackeen-Kompositionen,
die etwas von dem Schwung und der rhythmischen Hingabe der frühen Kompositionen von Ornette Coleman haben. Der Titelsong – eine mürrische Hymne – sei besonders reizvoll.

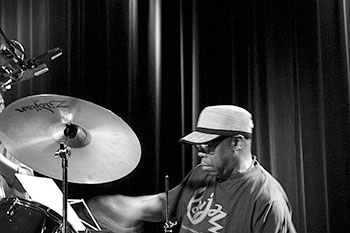
Andrew Cyrille (2014)

In The Penguin Guide to Jazz erhielt das Album dreieinhalb Sterne; Richard Cook und Brian Morton schrieben, Worshippers on Nigh sei ein ebenso aufregendes Jazzstück wie jedes andere im Katalog, untermauert von Hopkins’ feinem Touch und Cyrilles Percussion.
Scott Yanow verlieh dem Album in Allmusic vier Sterne und schrieb, alle Silkheart-Alben Brackeens seien eine Anschaffung wert, aber dieses (durch seine zusätzliche Intensität und die fünf besonders starken Brackeen-Originale) besitze einen leichten Vorsprung. Brackeens leidenschaftliches Spiel zeige, dass Free Jazz in den 1980er-Jahren noch sehr lebendig war.
In der Los Angeles Times schrieb Don Snowden (1989): „Niemand hat heller gestrahlt, als der erfahrene Saxophonist Charles Brackeen in der exzellenten Reihe, die ‚the new American Jazz‘ des schwedischen Labels Silkheart präsentiert. Die Kompositionen auf Worshippers Come Nigh folgen einem einfachen Muster – kurze unisono-Vorstellungen der Themen und dann ab zu ausgedehnten, freilaufenden Improvisationen. Aber mit Olu Daras herbem, kernigem Kornett, das Brackeens spirituellem Ton auf dem Tenorsaxophon eine wilde und wollige Note verleiht, dem intelligenten Antrieb durch Schlagzeuger Andrew Cyrille, und Bassist Fred Hopkins swingt sich wie ein All-Star-Mittelfeldspieler durch den Sound, die Ergebnisse sind gleichermaßen berauschend und belebend.“